# S(u)ono diverso
S(u)ono diverso è il sesto album del rapper italiano Piotta, pubblicato il 30 ottobre 2009 da La Grande Onda.

## Descrizione
Questo album, a differenza degli altri, ha riscontrato oltre all'hip hop, influenze che vanno dal rock al punk, dallo ska all'elettronica, con varie collaborazioni che spaziano da Roy Paci agli Ska-P, da Assalti Frontali a Lucariello, da Gel del TruceKlan ai Surgery.

## Tracce
1. S(u)ono diverso – 3:25
2. A testa alta – 3:22
3. Un'altra volta – 3:18
4. Fermati fermati – 0:55
5. Scappa – 3:40
6. 22-05-08 – 3:29
7. Sabotaggio – 3:34
8. Didascalico – 1:20
9. Ti amo, ti odio – 3:04
10. Stiamo tutti bene – 3:50
11. Il conto – 2:59
12. Un mundo mejor – 0:59